# Patty Mills
Patrick Sammie «Patty» Mills (Canberra, 11 de agosto de 1988) es un jugador de baloncesto australiano que pertenece a la plantilla de Los Angeles Clippers de la NBA. Con 1,88 metros de altura juega en la posición de base.

## Trayectoria deportiva

### Universidad
Jugó durante dos temporadas con los Gaels del Saint Mary's College, en las que promedió 16,4 puntos, 2,2 rebotes y 3,7 asistencias por partido. En su primera temporada batió el récord de anotación de un novato de los Gaels, al conseguir 472 puntos, siendo elegido "Recién llegado" del año e incluido en el mejor quinteto de la West Coast Conference. Consiguió además el récord de anotación de un novato en un partido, al anotar 37 puntos ante la Universidad de Oregón.
En su segunda temporada, en la que promedió 18,4 puntos y 3,9 asistencias, fue de nuevo incluido en el mejor quinteto de la conferencia, siendo finalista en el prestigioso trofeo Bob Cousy Award.

#### Estadísticas
| Año     | Equipo       | PJ | PT | MPP  | %TC  | %3P  | %TL  | RPP | APP | ROB | TPP | PPP  |
| ------- | ------------ | -- | -- | ---- | ---- | ---- | ---- | --- | --- | --- | --- | ---- |
| 2007–08 | Saint Mary's | 32 | 32 | 32.1 | .429 | .323 | .761 | 2.1 | 3.5 | 1.8 | .1  | 14.8 |
| 2008–09 | Saint Mary's | 26 | 23 | 33.3 | .402 | .338 | .859 | 2.4 | 3.9 | 2.2 | .2  | 18.4 |
| Total   | Total        | 58 | 55 | 32.7 | .415 | .331 | .806 | 2.2 | 3.7 | 2.0 | .2  | 16.4 |

### Profesional

#### Portland Trail Blazers
Fue elegido en la quincuagésimo quinta posición del Draft de la NBA de 2009 por Portland Trail Blazers, con los que disputó las ligas de verano, lesionándose de gravedad en un dedo de su pie derecho, causando baja entre cuatro y seis meses. A pesar de ello, firmó contrato con los Blazers el 16 de octubre de 2009.

#### G League y China

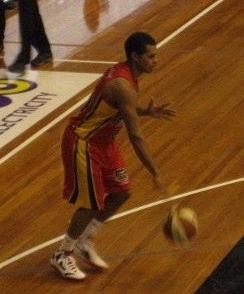
Mills, en su etapa con Melbourne Tigers

Tras completar su rehabilitación en el mes de diciembre, Mills fue asignado a los Idaho Stampede de la NBA Development League. En su debut consiguió 38 puntos, 12 asistencias y 3 rebotes. Tras un partido más con los Stampide, en el que consiguió la canasta de la victoria, hizo su debut con los Blazers el 4 de enero, jugando 5 minutos en los que falló sus tres lanzamientos a canasta, pero repartió dos asistencias. volvió a ser enviado a Idaho, pero regresó a finales del mes de enero al equipo de Portland.
La estrella de los Boomers disputó dos temporadas en la NBA, la 2009-10 y la 2010-11 con el equipo de Oregon con el que promedió 5,5 puntos, 1,7 asistencias y 0,8 rebotes en los 64 partidos. 
En 2011 pese a que se especuló sobre su posible fichaje por Anadolu Efes, durante el lockout jugó en la NBL retornando a Melbourne Tigers (18,6 puntos con un 50 % en tiros de campo y 5 asistencias). 
En enero de 2012 fue cortado por el Xinjiang Flying Tigers perteneciente a la CBA china (26,5 puntos con un 49 % en tiros de tres puntos y casi cuatro asistencias en 12 partidos) por una teórica lesión en los isquiotibiales que el Club alegaba estaba fingiendo.

#### San Antonio Spurs

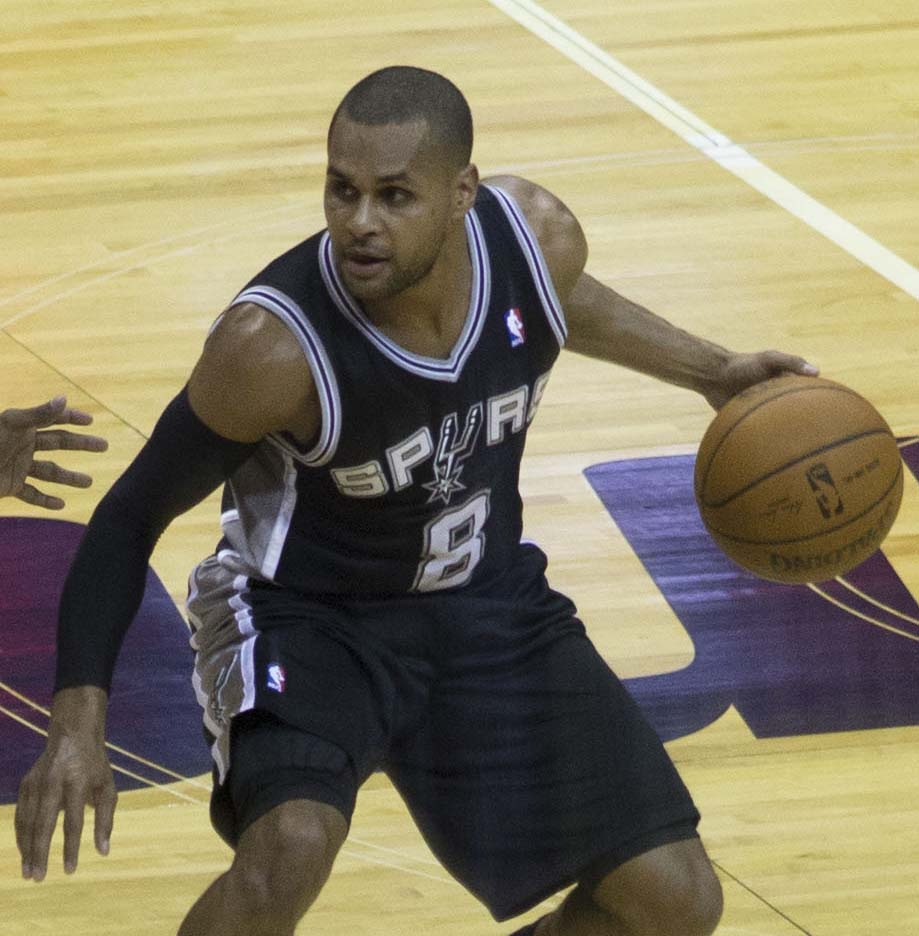
Mills con los Spurs en 2014.

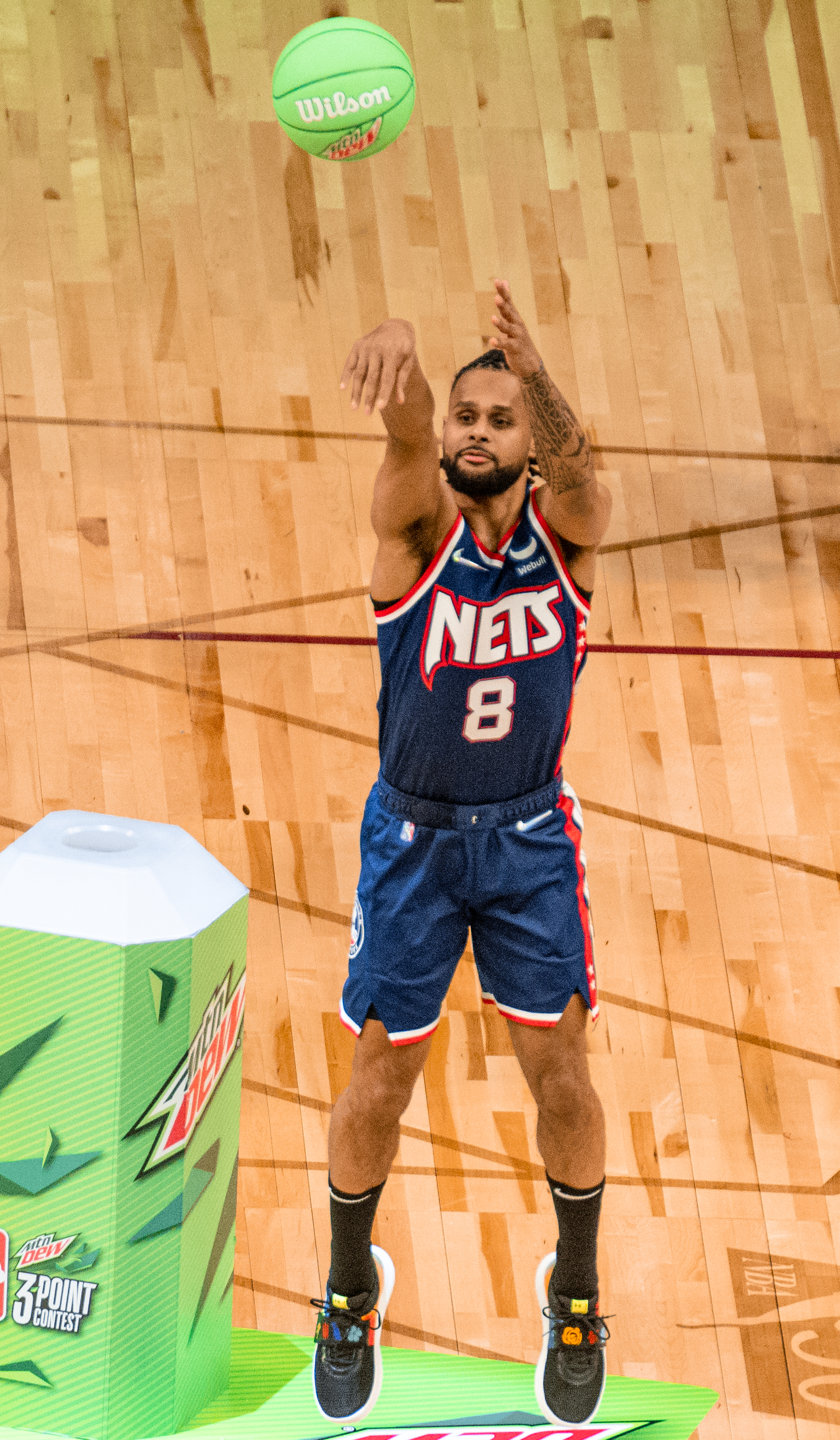
Mills en el concurso de triples del All-Star Weekend 2022

El 27 de marzo de 2012, Mills firmó con los San Antonio Spurs después de una semana o menos, de intentar alcanzar una visa de trabajo para poder hacer la transición. Mills anotó 20 puntos en su tercer partido contra los Cleveland Cavaliers.
El 26 de abril de 2012, Mills anotó su récord personal de 34 puntos y repartió 12 asistencias en la victoria por 107-101 de los Spurs ante los Golden State Warriors. Mills también superó el récord de Andrew Bogut de más puntos en un solo partido de la NBA por un australiano.
En la temporada 2011-12, promedió 10,3 puntos Mills, 2,4 asistencias y 1,8 rebotes en 16 partidos. 
El 13 de julio de 2012, Mills volvió a firmar con los Spurs en la temporada 2012-13. Mills promedió 5.1 puntos, 1.1 asistencias y 0.9 rebotes en 58 partidos esa temporada. 
El 24 de junio de 2013 se anunció que Mills había ejercido su opción de jugador para volver con los Spurs para 2013-14 temporada.
El 15 de junio de 2014 se proclama campeón de la NBA con los San Antonio Spurs.
El 18 de enero de 2021, en la victoria ante Portland Trail Blazers, se convirtió en el jugador de banquillo que más triples ha anotado (930), en un mismo equipo, en la historia de la NBA, superando a su excompañero Manu Ginóbili (929).

#### Brooklyn Nets
El 3 de agosto de 2021, firma como agente libre con Brooklyn Nets por $12 millones y 2 años.
El 22 de octubre de 2021, tras el segundo encuentro de la temporada, se convirtió en el primer jugador de la historia en conseguir 10 de 10 en triples en un inicio de temporada. Al término de su primera temporada en Brooklyn, le fue otorgado el premio al Jugador Más Deportivo de la NBA.

#### Atlanta Hawks
Tras dos temporadas en Brooklyn, el 2 de julio de 2023 es traspasado a Oklahoma City Thunder. Pero una semana más tarde es traspasado a Atlanta Hawks, a cambio de TyTy Washington, Usman Garuba y Rudy Gay. El 29 de febrero de 2024 fue despedido.

#### Miami Heat
El 5 de marzo de 2024 firmó hasta final de temporada con los Miami Heat.

#### Utah Jazz
El 14 de agosto de 2024 se comprometió por una temporada y 3,3 millones de dólares con los Utah Jazz.

#### Los Angeles Clippers
El 1 de febrero de 2025 fue traspasado a Los Angeles Clippers junto con Drew Eubanks a cambio de Mo Bamba, P. J. Tucker, una selección de segunda ronda de 2030 y consideraciones en efectivo.

### Selección nacional
Su debut con la selección australiana se produjo en un torneo amistoso celebrado en la ciudad italiana de Bormio en agosto de 2007 ante la selección austriaca, en un partido en el que anotó 11 puntos.
En 2008 formó parte del equipo que compitió en los Juegos Olímpicos de Pekín, donde acabaron en séptimo lugar, siendo el jugador australiano más joven de la historia en disputar unas olimpiadas. Allí promedió 14,2 puntos y 2,0 asistencias por partido.
En verano de 2021, fue parte de la selección absoluta australiana que participó en los Juegos Olímpicos de Tokio 2020, que ganó la medalla de bronce. En el partido por el bronce resultó decisivo al anotar 42 puntos. El equipo australiano por primera vez en su historia subía a un pódium en olimpiadas o mundiales, después de haber perdido en el partido de consolación en diversas ocasiones (1988, 2000, 1996 y 2016 en Juegos Olímpicos y 2019 en Mundial). Mills, que jugó sus cuartos Juegos Olímpicos, junto con la nadadora Cate Campbell fue el abanderado de Australia en la ceremonia de apertura de los juegos.
Durante agosto y septiembre de 2023 fue integrante de la selección de Australia que participó en el Mundial de 2023 celebrado en Asia, y que finalizó en décimo lugar.
Entre julio y agosto de 2024 fue parte de la selección absoluta de Australia, que disputó los Juegos Olímpicos de París, finalizando en sexta posición.

## Estadísticas de su carrera en la NBA
|  | Denota temporada en la que ganó el campeonato de la NBA |

### Temporada regular
| Año     | Equipo        | PJ  | PT  | MPP  | %TC  | %3P  | %TL   | RPP | APP | ROB | TPP | PPP  |
| ------- | ------------- | --- | --- | ---- | ---- | ---- | ----- | --- | --- | --- | --- | ---- |
| 2009-10 | Portland      | 10  | 0   | 3.8  | .417 | .500 | .571  | .2  | .5  | .0  | .0  | 2.6  |
| 2010-11 | Portland      | 64  | 0   | 12.2 | .412 | .353 | .766  | .8  | 1.7 | .4  | .0  | 5.5  |
| 2011-12 | San Antonio   | 16  | 3   | 16.3 | .485 | .429 | 1.000 | 1.8 | 2.4 | .6  | .1  | 10.3 |
| 2012-13 | San Antonio   | 58  | 2   | 11.3 | .469 | .400 | .842  | .9  | 1.1 | .4  | .1  | 5.1  |
| 2013-14 | San Antonio   | 81  | 2   | 18.9 | .464 | .425 | .890  | 2.1 | 1.8 | .8  | .1  | 10.2 |
| 2014-15 | San Antonio   | 51  | 0   | 15.7 | .381 | .341 | .825  | 1.5 | 1.7 | .5  | .0  | 6.9  |
| 2015-16 | San Antonio   | 81  | 3   | 20.5 | .425 | .384 | .810  | 2.0 | 2.8 | .7  | .1  | 8.5  |
| 2016-17 | San Antonio   | 80  | 8   | 21.9 | .440 | .410 | .830  | 1.8 | 3.5 | .8  | .0  | 9.5  |
| 2017-18 | San Antonio   | 82  | 36  | 25.7 | .411 | .372 | .890  | 1.9 | 2.8 | .7  | .1  | 10.0 |
| 2018-19 | San Antonio   | 82  | 1   | 23.3 | .425 | .394 | .854  | 2.2 | 3.0 | .6  | .1  | 9.9  |
| 2019-20 | San Antonio   | 66  | 1   | 22.5 | .431 | .382 | .866  | 1.6 | 1.8 | .8  | .1  | 11.6 |
| 2020-21 | San Antonio   | 68  | 1   | 24.8 | .412 | .375 | .910  | 1.7 | 2.4 | .6  | .0  | 10.8 |
| 2021-22 | Brooklyn      | 81  | 48  | 29.0 | .408 | .400 | .814  | 1.9 | 2.3 | .6  | .2  | 11.4 |
| 2022-23 | Brooklyn      | 40  | 2   | 14.2 | .411 | .366 | .833  | 1.1 | 1.4 | .4  | .1  | 6.2  |
| 2023-24 | Atlanta       | 19  | 0   | 10.6 | .373 | .382 | —     | 1.1 | .7  | .5  | .1  | 2.7  |
| 2023-24 | Miami         | 13  | 5   | 16.4 | .338 | .208 | 1.000 | 1.2 | 1.5 | .8  | .0  | 5.8  |
| 2024-25 | Utah          | 17  | 0   | 15.3 | .342 | .298 | 1.000 | 1.2 | 1.2 | .7  | .2  | 4.4  |
| 2024-25 | L.A. Clippers | 12  | 0   | 5.1  | .500 | .500 | .889  | .1  | .4  | .1  | .0  | 3.1  |
| Total   | Total         | 921 | 112 | 19.9 | .423 | .385 | .857  | 1.6 | 2.2 | .6  | .1  | 8.7  |

### Playoffs
| Año   | Equipo        | PJ | PT | MPP  | %TC  | %3P   | %TL   | RPP | APP | ROB | TPP | PPP  |
| ----- | ------------- | -- | -- | ---- | ---- | ----- | ----- | --- | --- | --- | --- | ---- |
| 2010  | Portland      | 3  | 0  | 4.0  | .500 | 1.000 | 1.000 | .0  | 1.0 | .0  | .0  | 2.0  |
| 2011  | Portland      | 2  | 0  | 2.5  | .000 | .000  | .000  | .5  | .0  | .0  | .0  | .0   |
| 2012  | San Antonio   | 8  | 0  | 3.9  | .545 | .600  | .000  | .4  | .6  | .1  | .0  | 1.9  |
| 2013  | San Antonio   | 9  | 0  | 3.4  | .500 | .286  | .000  | .3  | .2  | .0  | .0  | 1.3  |
| 2014  | San Antonio   | 23 | 0  | 15.3 | .447 | .405  | .769  | 1.5 | 1.4 | .7  | .0  | 7.3  |
| 2015  | San Antonio   | 7  | 0  | 16.0 | .500 | .571  | 1.000 | 2.7 | 1.1 | .3  | .0  | 10.1 |
| 2016  | San Antonio   | 10 | 0  | 16.7 | .434 | .361  | .636  | 1.4 | 2.0 | .7  | .0  | 6.6  |
| 2017  | San Antonio   | 16 | 6  | 26.0 | .407 | .360  | .864  | 2.1 | 2.7 | .8  | .1  | 10.3 |
| 2018  | San Antonio   | 5  | 5  | 33.0 | .439 | .371  | .800  | 2.0 | 2.6 | .6  | .2  | 13.4 |
| 2019  | San Antonio   | 7  | 0  | 21.7 | .326 | .136  | .600  | 2.1 | 3.6 | 1.0 | .1  | 5.3  |
| 2022  | Brooklyn      | 4  | 0  | 18.0 | .563 | .538  | —     | 1.0 | .0  | .0  | .3  | 6.3  |
| 2023  | Brooklyn      | 1  | 0  | 5.3  | .000 | .000  | —     | .0  | .0  | .0  | .0  | .0   |
| 2024  | Miami         | 3  | 0  | 17.2 | .353 | .273  | .750  | .3  | 1.0 | .3  | .0  | 6.0  |
| 2025  | L.A. Clippers | 1  | 0  | 3.7  | .500 | 1.000 | —     | .0  | .0  | .0  | .0  | 3.0  |
| Total | Total         | 99 | 11 | 15.9 | .430 | .382  | .797  | 1.4 | 1.6 | .5  | .1  | 6.6  |

## Vida personal
Patty conoció a su novia Alyssa Mills (antes Levesque), la cual jugaba al baloncesto universitario, mientras ambos asistian al Saint Mary's College de California. Se casaron el 8 de julio de 2019, en Waimea Valley, Hawaii.